# 维涅伊
维涅伊（法語：Wignehies，法語發音：[wiɲə.i]）是法国上法蘭西大區北部省的一个市镇，属于埃尔普河畔阿韦讷区。

## 地理
维涅伊（50°1'1"N, 4°0'30"E）面积13.86 平方千米，位于法国上法蘭西大區北部省，该省份为法国最北部的省份及最长的省份，西北濒北海，西接加来海峡省，南至埃纳省和索姆省，东与比利时接壤。
与维涅伊接壤的市镇（或旧市镇、城区）包括：克莱尔方丹、罗基尼、费龙、富尔米。

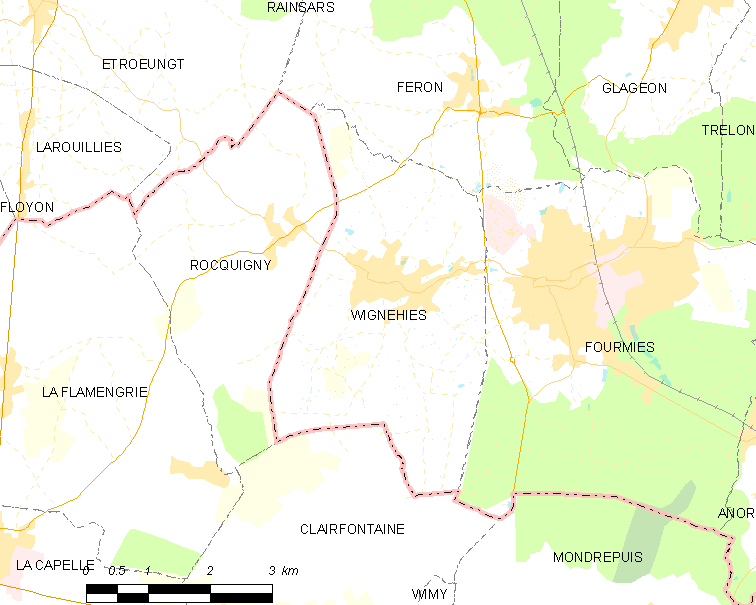
维涅伊的OSM定位图

维涅伊的时区为UTC+01:00、UTC+02:00（夏令时）。

## 行政
维涅伊的邮政编码为59212，INSEE市镇编码为59659。

## 政治
维涅伊所属的省级选区为富尔米县。

## 人口

1962-2008年间维涅伊人口变化图示

维涅伊于2022年1月1日时的人口数量为2813人。